# Supercoppa islandese 2024 (pallavolo maschile)
La Supercoppa islandese 2024, 8ª edizione della Supercoppa nazionale maschile di pallavolo, si è svolta il 18 settembre 2024: al torneo hanno partecipato due squadre di club islandesi e la vittoria finale è andata per la prima volta all'Afturelding.

## Regolamento
La formula ha previsto una gara unica.

## Squadre partecipanti
| Squadra     | Qualificazione                                         |
| ----------- | ------------------------------------------------------ |
| Afturelding | 2ª in Úrvalsdeild 2023-24                              |
| Hamar       | Vincitrice Coppa d'Islanda 2023-24/Úrvalsdeild 2023-24 |

## Torneo
| 18 settembre 2024 Íþróttahúsið í Hveragerði, Hveragerði Durata: 2h:00 - Spettatori: ? | Hamar | 2 - 3 | Afturelding | 17-25, 25-11, 25-13, 23-25, 9-15 |